# Jurinea atropurpurea
Jurinea atropurpurea là một loài thực vật có hoa trong họ Cúc. Loài này được C.Winkl. ex Iljin mô tả khoa học đầu tiên năm 1925.